# Região Geográfica Imediata de Ituporanga
A Região Geográfica Imediata de Ituporanga é uma das 24 regiões imediatas do estado brasileiro de Santa Catarina, uma das 6 regiões imediatas que compõem a Região Geográfica Intermediária de Blumenau e uma das 509 regiões imediatas no Brasil, criadas pelo IBGE em 2017. É composta de 6 municípios.